# Lu'an
Lu'an is een stad in de gelijknamige prefectuur in de oostelijke provincie Anhui, Volksrepubliek China. Bij de volkstelling van 2020 had de stad 1.069.940 inwoners, de prefectuur had 4.393.699 inwoners.